# Триэтиламин
Триэтиламин — третичный амин. Химическая формула (С2H5)3N, часто используется обозначение Et3N. Нашёл широкое применение, как простейший симметричный третичный амин, находящийся в жидком состоянии.

## Получение
В промышленности получают совместно с этиламином, диэтиламином при парофазном аминировании этанола аммиаком над Al2O3 или SiO2 или их смесью при 350—450 °C и давлении 20-200 атм либо над Ni, Co, Cu, Re и H2 при 150—230 °C и давлении 17-35 атм. Состав получаемой смеси зависит от исходных соотношений.
{\displaystyle {\mathsf {CH_{3}CH_{2}OH+NH_{3}\rightarrow CH_{3}CH_{2}NH_{2}+H_{2}O}}}
{\displaystyle {\mathsf {CH_{3}CH_{2}NH_{2}+CH_{3}CH_{2}OH\rightarrow (CH_{3}CH_{2})_{2}NH+H_{2}O}}}
{\displaystyle {\mathsf {(CH_{3}CH_{2})_{2}NH+CH_{3}CH_{2}OH\rightarrow (CH_{3}CH_{2})_{3}N+H_{2}O}}}
Полученная смесь разделяется ректификацией.

## Физические свойства
При комнатной температуре представляет собой подвижную бесцветную жидкость, имеющую резкий сильный рыбный запах, напоминающий аммиачный. Температура плавления −114,8 °C, температура кипения 89,5 °C, температура самовоспламенения 240 °C. Ограниченно растворим в воде (нижняя критическая точка при T=19,1 °C и 31,6 % вес. триэтиламина), хорошо растворим в ацетоне, бензоле, хлороформе, смешивается с этанолом, диэтиловым эфиром. С водой образует азеотроп с т. кип. 75 °C и содержащий 90 % массовых триэтиламина.
Коррозионно-агрессивен в отношении алюминия, цинка, меди и их сплавов в присутствии влаги, также для некоторых видов пластика, резины и полимерных покрытий, поэтому хранится в стальных ёмкостях. Бурно реагирует с сильными окислителями с опасностью пожара и взрыва.
Пары триэтиламина тяжелее воздуха, поэтому стелются по земле.

## Химические свойства
Как сильное органическое основание (pKb = 3.28) образует кристаллические триэтиламмонийные соли с органическими и минеральными кислотами.
{\displaystyle {\mathsf {(C_{2}H_{5})_{3}N+HCl\rightarrow [(C_{2}H_{5})_{3}NH]^{+}Cl^{-}}}}
В качестве основания триэтиламин широко используется в органическом синтезе, в частности при синтезе сложных эфиров и амидов из ацилхлоридов для связывания образующегося хлороводорода.
{\displaystyle {\mathsf {R_{2}NH+R'COCl+(C_{2}H_{5})_{3}N\rightarrow R'C(O)NR_{2}+[(C_{2}H_{5})_{3}NH]^{+}Cl^{-}}}}
Также используется в реакции дегидрогалогенирования.
Триэтиламин легко алкилируется, образуя четвертичные аммониевые соли
{\displaystyle {\mathsf {RI+(C_{2}H_{5})_{3}N\rightarrow [(C_{2}H_{5})_{3}NR]^{+}I^{-}}}}
поэтому для создания основной среды в присутствии алкилаторов используют диизопропилэтиламин.

## Применение
Катализирует образование пенополиуретанов, каучуков и эпоксидных смол. Как легковоспламеняющаяся и очень горючая жидкость находит некоторое применение в качестве ракетного топлива в смеси с ксилидином, в вооружённых силах именуется как Самин.
Используется в производстве минеральных удобрений, гербицидов, лекарств, красок.
Применяется как катализатор реакции при безобжиговых процессах отвердения в литейном и металлопрокатном производствах.

## Очистка
Для удаления первичных и вторичных аминов перегоняют над уксусным ангидридом. Сушат над КОН и перегоняют.

## Безопасность
Концентрационный предел воспламенения = 1,2—8 % по объёму. При горении выделяет раздражающие и токсичные вещества. При испарении взрывоопасен. Токсичен. Проникает через кожу. При попадании внутрь организма вызывает сильное отравление. Раздражает дыхательные пути, глаза и кожу, при прямом контакте может вызвать сильный ожог. ПДК=10 мг/м3